# Stary Kościół w Helsinkach
Stary Kościół w Helsinkach (fiń. Helsingin vanha kirkko, szw. Gamla kyrkan) to kościół położony w helsińskiej dzielnicy Kamppi (szw. Kampen) w północnej części Starego Parku Kościelnego (fin. Vanha kirkkopuisto, szw. Gamla kyrkoparken) przy ulicy Lönnrotinkatu 6. Zaprojektowany przez działającego w Finlandii niemieckiego architekta, Carla Ludwiga Engla, zbudowany w latach 1825–1826. Jeden z najstarszych kościołów Helsinek. Jest pierwszym luterańskim kościołem zbudowanym po tym, jak Helsinki zostały fińską stolicą.

## Historia
Stary Kościół został zaprojektowany przez Carla Ludwig Engela, zbudowany w latach 1824–1826 i konsekrowany 17 grudnia 1826 roku. Jego wnętrze może pomieścić około 1200 osób.
Kościół został zbudowany z drewna, ponieważ był przeznaczony wyłącznie do tymczasowego użytkowania. Z tego powodu nigdy nie został wyposażony w dzwony. W rok po jego ukończeniu podjęto decyzję, aby zburzyć kościół Ulryki Eleonory, a po północnej stronie placu (dzisiejszy Plac Senacki) wznieść katedrę. Wyposażenie ze zburzonego kościoła Ulryki Eleonory postanowiono sprzedać na licytacji. Do Starego Kościoła zabrano ambonę, ławki, żyrandole, ramy nastawy ołtarzowej i organy. Do dziś zachowała się tylko ambona. Zbudowanie katedry zajęło dwadzieścia lat. Katedra została konsekrowana w 1852 roku. Liczba ludności miasta wzrosła w międzyczasie na tyle, iż okazało się, że potrzebne będą oba kościoły – i katedra, i Stary Kościół.
Za ołtarzem kościoła początkowo znajdował się pozłacany, drewniany krzyż zaprojektowany przez Engla. W 1854 roku pozyskano obraz Roberta Wilhelma Ekmana przedstawiający Jezusa błogosławiącego dzieci, przeznaczony pierwotnie do katedry.
Dziś Stary Kościół jest popularnym miejscem ślubów.

## Cmentarz przykościelny

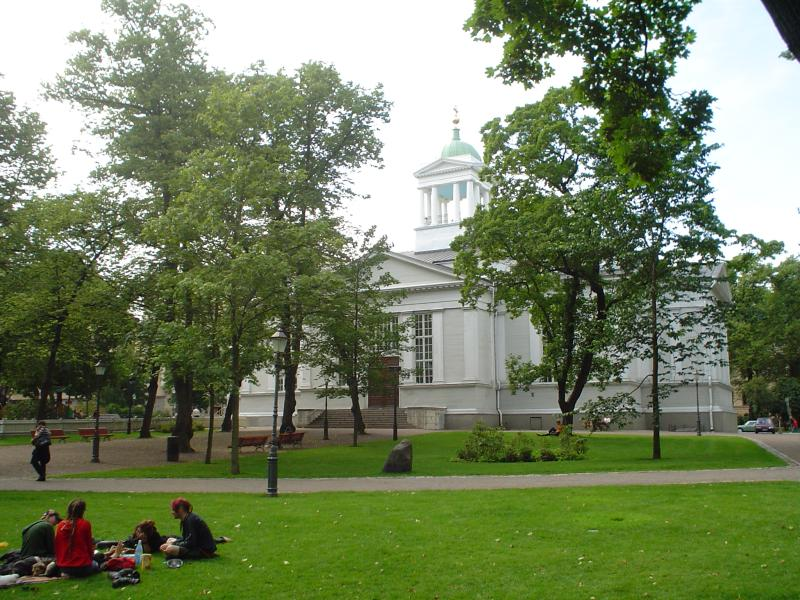
Park otaczający Stary Kościół

Stary Kościół został zbudowany przy cmentarzu, gdzie w 1710 roku pochowano ofiary zarazy. Stąd miejsce to zaczęto później nazywać Parkiem Morowym (Ruttopuisto). Zachowało się 48 starych nagrobków z 1790–1829. Do znaczących zabytków należy krypta kupca Johana Sederholma (projektu Engla) i pomnik generała Reuterskiölda (projektu J. A. Ehrenströma).
W 1829 zaprzestano pochówków na cmentarzu. Wyjątek zrobiono jedynie dla poległych podczas zdobywania Helsinek podczas fińskiej wojny domowej w kwietniu 1918 roku. Ostatni pochówek odbył się w 1919 roku, kiedy wzniesiono granitowy pomnik dla fińskich ochotników, którzy zginęli w wojnie o niepodległość Estonii.